# باراروس
باراروس هي مدينة قديمة بقاياها لا تزال قائمة إلى الآن وتتبع إداريا ولاية صفاقس (تونس). تقع هذه المدينة المندثرة على الطريق القديمة الرابطة بين مدينة تيسدروس (الجم) ومدينة أوسيلا تحديدا على بعد 13 كم جنوب شرق الجم في هنشير الرقة ،سيدي حسن بالحاج. تعود أصول المدينة إلى البربر قبل أن تصبح مدينة بونية ثم مدينة رومانية مزدهرة بازدهار فلاحة الزيتون وبكونها قريبة من مدينة الجم الكبيرة وقتها.
نهبت المدينة سنة 647م، وسماها العرب “الرقة” أي المكان الذي يجتمع فيه الماء قبل أن يتصرف. ذكرت الرقة في عديد المصادر التاريخية وكتب الرحالة حيث ذكرها التيجاني باسم بأم الأصابع كما عرفت ببلدة سيدي حماد. قبل أن تندثر تماما في العصر الوسيط وينتقل سكانها إلى صفاقس وسكنوا الجهة الجنوب شرقية للمدينة العتيقة وسميت حارتهم بحارة الرقة حول شيخهم حماد الرقي صاحب المسجد الواقع بنهج الدريبة. ثم استقر في هنشير الرقة في عهود متأخرة بعض القبائل المحلية.
أما آثارها القديمة فقد اكتشفت لأول مرة سنة 1832 عن طريق السير قرانفيل الذي عثر على أسس عظيمة وساحات من الفسيفساء. وسنة 1860 اكتشف قارين قوس النصر لتتواصل البعثات العلمية لاكتشاف بقايا باراروس الشهيرة وخاصة خزانات المياه العظيمة التي يصل قطر أكبرها إلى 41م ويتسع ل 7600 متر مكعب. ومن الآثار التي وجدت في الموقع: ملعب المصارعة الدائري والساحة العمومية الرومانية. كما وجد بها عديد النقود من الفترة البيزنطية. ويبقى جزء كبير من المدينة تحت التراب بحاجة إلى الاكتشاف والموقع كغيره من المدن القديمة كأكولا وطينة بحاجة إلى مزيد من العناية والحماية وبحاجة إلى التعريف بها كثروة وطنية وكأماكن ثقافية تستحق الزيارة.